# Ternay (Vienne)
Ternay település Franciaországban, Vienne megyében. Lakosainak száma 192 fő (2022. január 1.). Ternay Berrie, Saint-Martin-de-Mâcon, Tourtenay, Curçay-sur-Dive és Les Trois-Moutiers községekkel határos.

## Népesség
A település népessége az elmúlt években az alábbi módon változott:
| Lakosok száma | 181  | 181  | 182  | 184  | 187  | 191  | 190  | 189  | 192  |
|               | 2013 | 2015 | 2016 | 2017 | 2018 | 2019 | 2020 | 2021 | 2022 |